# Zale declarans
Zale declarans är en fjärilsart som beskrevs av Walker 1857. Zale declarans ingår i släktet Zale och familjen nattflyn. Inga underarter finns listade i Catalogue of Life.